# Russell Ohl
Russell Shoemaker Ohl (Allentown, Pensilvânia, 30 de janeiro de 1898 – 20 de março de 1987) foi um engenheiro estadunidense. É reconhecido por patentear a moderna célula solar (US Patent 2402662, "Light sensitive device"). Ohl foi notável pesquisador de semicondutores antes da invenção do transístor.